# Michel Vaillant
Michel Vaillant (miʃɛl vajɑ̃) ist eine Comic-Figur, die 1957 von dem französischen Zeichner und Autor Jean Graton geschaffen wurde. Die Serie erscheint bis heute kontinuierlich, seit 2012 aber als Reboot mit einem neuen Künstlerteam. Der Name ist eine Hommage an Carl Benz, den Erfinder des Automobils, welcher als Karl Friedrich Michael Vaillant geboren wurde. Im Mittelpunkt der Serie stehen Abenteuer in der Welt des Motorsports.

## Geschichte der Serie

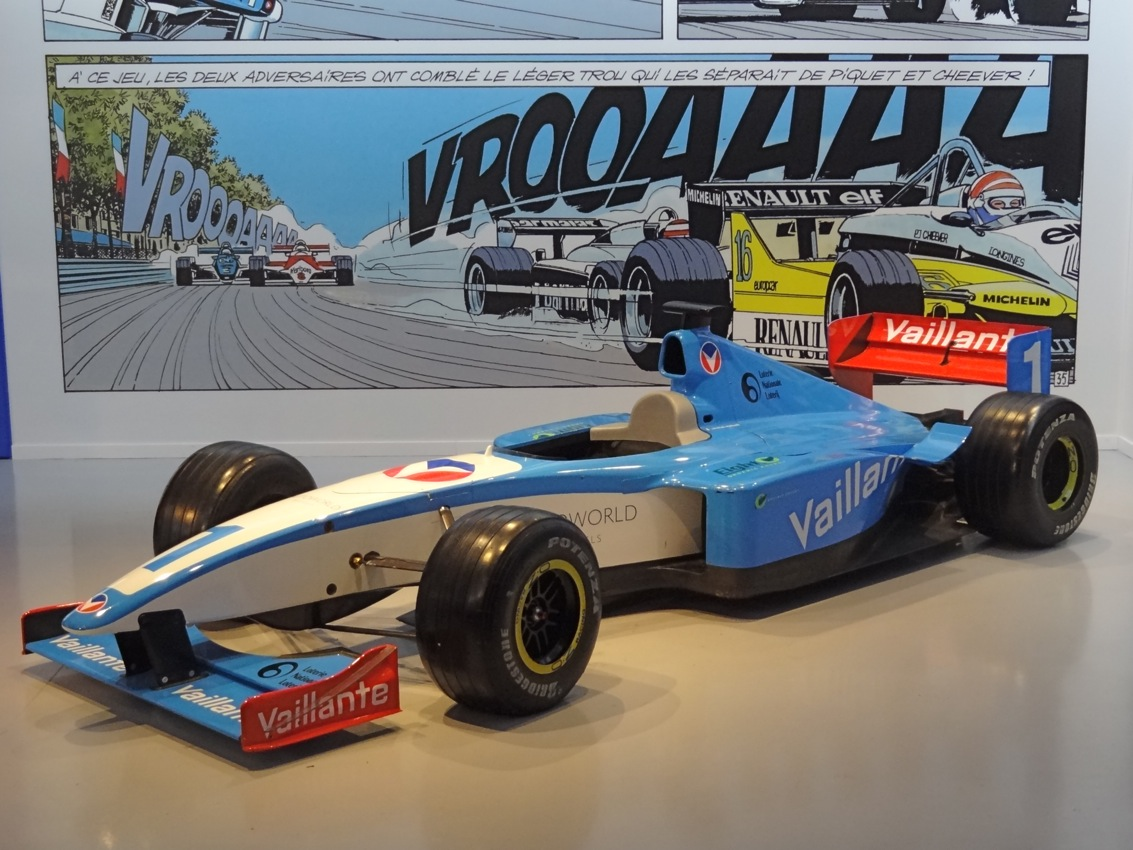
Ein Jordan EJ11 im Design von Michel Vaillants Formel-1-Auto

Der gelernte Werbe- und Industriezeichner Jean Graton war bereits seit mehreren Jahren als Comiczeichner tätig, bevor er 1957 in dem franko-belgischen Comic-Magazin Tintin die ersten kurzen Vaillant-Geschichten publizierte. Ab 1958 erschienen dann Abenteuer mit einer Länge von 62 Seiten. In dem erfolgreichen Tintin-Magazin wurden seinerzeit viele Abenteuer- und Krimi-Serien abgedruckt, die für eine jugendliche männliche Leserschaft konzipiert und meist – nach dem Vorbild der Serie Tim und Struppi – im Stil der Ligne claire gestaltet waren.
Die Serie handelt von den Abenteuern des Rennfahrers Michel Vaillant, der auf und jenseits der Piste als heldenhafte Figur gegen Gegner aller Art kämpft. Er tritt weltweit bei Rennen an. Vaillant startet für den Rennstall der Vaillante-Werke, die von seinem Vater Henri geleitet werden. Sein Bruder Jean-Pierre trat in den ersten Alben ebenfalls als Fahrer auf und war später Rennleiter, Ingenieur und Firmenchef. Michel Vaillant zur Seite steht in der Regel sein engster Freund, der amerikanische Rennfahrer Steve Warson.
Vor allem in den 1950er und 1960er Jahren war die Serie durch ein stark konservatives Weltbild geprägt. Michels Vater Henri wurde zum Beispiel als autoritärer Firmenpatriarch gezeigt, die Darstellung von Frauen entsprach traditionellen Rollenbildern. Als sich der Zeitgeist wandelte, hat Graton diese weltanschauliche Ausrichtung deutlich abgeschwächt. 1974 heiratete Michel Vaillant – ein Novum im frankobelgischen Comic-Kosmos. Da diese Entwicklung bei den Lesern auf eine sehr negative Resonanz stieß, hat Graton später nur noch selten auf den Ehemann und späteren Familienvater Michel Vaillant Bezug genommen. Erst in den Geschichten der Saison 2 (siehe unten), die seit 2012 erscheinen, spielt Michel Vaillants Sohn eine wichtige Rolle.
Vor allem in den 1960er Jahren gestaltete Jean Graton regelmäßig Michel-Vaillant-Abenteuer, in denen nicht das Renngeschehen im Mittelpunkt stand. Vaillant und Warson hoben in diesen Alben zum Beispiel Gangsterorganisationen aus oder kämpften auf einer unheimlichen Burg gegen ein Schlossgespenst. Sie bewährten sich als Helfer beim Brand einer Chemiefabrik oder klärten Bombenanschläge in der französischen Provinz auf. Da die Leser vor allem an Renn-Abenteuern interessiert waren, hat Graton später nur noch selten Geschichten dieser Art erzählt. Die Michel-Vaillant-Geschichten zeichnen sich durch besonders aufwendige Hintergrundrecherchen aus. Graton hat in der Regel alle Rennstrecken und Handlungsorte besucht und entsprechende Foto-Dokumentationen erstellt. Er reiste beispielsweise in die USA, um dort eine Dokumentation über die Ford-Werke und amerikanische Rennstrecken anzufertigen. Die Serie ist heute insofern nicht zuletzt als zeithistorisches Dokument von Interesse.
Die Michel-Vaillant-Serie wurde von Jean Graton zunächst im typischen Stil der sogenannten „Klaren Linie“ gezeichnet, der den frankobelgischen Comic rund zwei Jahrzehnte lang stark prägte. Als sich in den späten 1960er Jahren abzeichnete, dass dieser Zeichenstil nicht mehr zeitgemäß war, ging er zu einem aufgelockerten, moderneren Stil über, der sich auch bei der Aufteilung der Seiten bemerkbar machte. In dem Album Mach 1 für Steve Warson (1967) gestaltete er beispielsweise die seitenlange Sequenz, in der Steve Warson ein Raketenfahrzeug pilotiert, mit ungewöhnlichen stilistischen Mitteln und schien sich dabei an den Schnittmontagen von Kinofilmen zu orientieren.
Graton wurde ab den späten 1960er Jahren von den Mitarbeitern seines Zeichenstudios unterstützt. Hier gab es beispielsweise einen Spezialisten für die Darstellung von Motorrädern, einen für die Darstellung der Rennwagen und einen Assistenten, der die Hintergründe zeichnete. Jean Graton selbst war für das Schreiben der Szenarios, das Seitenlayout, die zeichnerische Darstellung der Figuren und für organisatorische Belange zuständig. In der zweiten Hälfte der 1970er Jahre arbeitete Graton für den deutschen Koralle-Verlag und musste – zusammen mit der Nebenserie Julie Wood – oft drei Alben jährlich produzieren. Häufig wurde kritisiert, dass die Qualität der Geschichten während dieser Massenproduktion stark gelitten habe. Dazu wurden seit den frühen 1970er Jahren immer wieder Werbe-Comics mit Michel Vaillant produziert, mit denen beispielsweise für Firmen wie Bang & Olufsen geworben wird.
Ab den 1980er Jahren publizierte Jean Graton die Michel-Vaillant-Alben im Selbstverlag Graton Éditeur und wurde dabei von seinem Sohn Phillipe, einem international renommierten Fotografen, unterstützt. Ab den 1990er Jahren schrieb Philippe auch die Szenarios. Da Jean Graton in den späten 1990er Jahren erkrankte, wurden die Zeichnungen bis 2006 von einem Zeichnerteam angefertigt, dem Graton zunächst noch beratend zur Seite stand. Altersbedingt zog sich der Zeichner dann komplett zurück. Er lebte zuletzt in einem Altersheim in Brüssel, wo er am 21. Januar 2021 verstarb.
Als bestimmende Figur im Vaillant-Kosmos agierte nach dem Rückzug seines Vaters Philippe Graton, der alle Aktivitäten im Hinblick auf Michel Vaillant steuerte. Ende 2012 erschien mit neuer Serienkonzeption das 71. Album, als Start der Saison 2 mit dem neuen Kreativ-Team Philippe Graton / Denis Lapière (Szenario) und Marc Bourgne / Benjamin Benéteau (Zeichnungen). Die Serie wurde thematisch und optisch neu ausgerichtet, die Hauptfiguren wurden von Zeichner Bourgne deutlich verändert gestaltet. In diesen neuen Geschichten spielen nun auch die Söhne der gealterten Hauptfiguren Michel Vaillant und Jean-Pierre Vaillant eine wichtige Rolle. Weiterhin involviert sind die „Senioren“ der Serie, zum Beispiel Henri und sein Bruder Benjamin, ein Fuhrunternehmer. Es wird Bezug genommen auf aktuelle Themen wie beispielsweise die Elektromobilität.
Mit dem siebten Album der Saison 2 wurde der bisherige Hintergrundzeichner Benjamin Benéteau 2018 zum Hauptzeichner der Serie und Marc Bourgne schied als Zeichner aus. Mit dem achten Album 13 jours kehrte Michel Vaillant 2019 nach längerer Pause wieder zur Formel 1 zurück. Seit 2020 arbeitet Phillipe Graton nicht mehr an der Vaillant-Serie mit, da er sich auf seine Arbeit als Photograph konzentrieren will. Damit ist erstmals kein Mitglied der Familie Graton mehr an der Herstellung der Serie Michel Vaillant beteiligt.

## Personen
Michel Vaillant startet für die Vaillante-Werke, einen der führenden Autohersteller Frankreichs. Er fährt alle Rennklassen, unter anderem Formel 1, Langstreckenrennen wie das 24-Stunden-Rennen von Le Mans, das 12-Stunden-Rennen von Sebring, Rallyes, Motorradrennen und  Motorbootrennen. Mit seiner Frau Françoise Latour hat er einen Sohn, Patrick, sein Neffe Jean-Michel ist sein Patensohn. Obwohl Vaillant mittlerweile um die 80 Jahre alt sein müsste, scheint er in den aktuellen Alben ungefähr Mitte 40 zu sein.
Jean-Pierre Vaillant war der ältere Bruder von Michel. Er war mit Agnès de Chanzy verheiratet. Ihr gemeinsames Kind, Jean-Michel Vaillant, ist Michels Patensohn. Jean-Pierre war früher auch als Rennfahrer aktiv, später übernahm er die Leitung der Vaillant-Werke von seinem Vater. Für Kontroversen bei der Leserschaft sorgte sein überraschender Suizid in den Alben 4 und 5 der Saison 2 (2015/2016).
Henri und Elisabeth Vaillant sind die Eltern von Jean-Pierre und Michel. Nach seiner Ausbildung zum Automechaniker war Henri Vaillant in den 1930er-Jahren als Rennfahrer aktiv, später gründete er die Vaillante-Werke, deren Vorsitz er lange innehatte. Er agiert als knorriger, wenngleich sympathischer Senior vom „alten Schlag“, der seinem Sohn Michel gelegentlich Standpauken hält und mit der modernen Zeit nicht mehr richtig klarkommt. Ein Running Gag der Serie zeigt den Autokonstrukteur Henri immer wieder als Radfahrer, der beispielsweise in den Straßengraben fährt oder auf dem Parkplatz seiner eigenen Fabrik vom Rad stürzt.
Steve Warson ist ein US-amerikanischer Rennfahrer, er ist ein enger Freund der Familie Vaillant und gehört – mit Unterbrechungen – zum festen Fahrerteam des Vaillante-Rennstalls. Warson zeichnet sich durch einen unsteten Lebenswandel aus und wurde beispielsweise in den 1970er-Jahren häufig als notorischer Casanova gezeigt. In den 1990er-Jahren übernahm er sogar die Leitung des verfeindeten Leader-Konzerns. Später kehrte er wieder zu Vaillante zurück. Warson ist häufig auch für humoristische Einlagen zuständig, wenn er beispielsweise bei Moto-Cross-Rennen mit seinem Motorrad mehrfach in Bäche oder Schlammpfützen stürzt.
Der Leader ist der Chef des gleichnamigen, konkurrierenden Rennstalls und Konzerns. Er tritt als ebenso charismatischer wie skrupelloser Gegner auf, der das Vaillante-Team jahrelang mit allen Mitteln bekämpft. Der Leader erscheint zum ersten Mal 1967 in dem Album Nr. 14 Mach 1 für Steve Warson. Graton schuf die Figur in Anlehnung an diverse James-Bond-Schurken. Tatsächlich betreibt der Leader mehrere unterirdische Stützpunkte im Bond-Stil, zum Beispiel in einem Krater oder einem tibetischen Bergmassiv. Das Leader-Team zeichnet sich durch den Einsatz modernster Technologien und Strategien aus. Von den Rennfahrern wird bedingungsloser Einsatz und Risikobereitschaft gefordert. Nach dem Tod des Leaders übernimmt seine Tochter Ruth die Führung des Rennstalls.
Julie Wood ist eine US-amerikanische Motorradfahrerin, die zusammen mit ihrem Bruder Jack „Indy“ Wood für das Team Vaillant fährt. Zwischen 1976 und 1980 produzierte das Studio Graton acht eigenständige Alben unter dem Namen Julie Wood.

## Verlage
Michel Vaillant wurde von 1957 bis 1976 in dem großen belgischen Verlagshaus Le Lombard publiziert. Nachdem einige Alben beim französischen Verlag Dargaud erschienen waren, wechselte Graton in den späten 1970er Jahren zum deutschen Koralle-Verlag. Als dieser 1981 sämtliche Comic-Aktivitäten einstellte, gründete Graton den Kleinverlag Graton Éditeur, in dem bis 2007 sämtliche Vaillant-Alben publiziert wurden. Diese ungewöhnliche Publikationsform erwies sich im neuen Jahrhundert als nicht mehr zeitgemäß, da die Produktion und der Vertrieb einer Serie wie Michel Vaillant von einem Kleinverlag nicht mehr zu handhaben waren.
Seit 2010 erscheint die Serie beim großen Verlagshaus Dupuis, das bereits im selben Jahr mit einer zügigen Neu-Edition der bereits erschienenen Alben begann. Seit 2008 erschien bei Le Lombard außerdem eine bibliophile, 20-bändige Werkausgabe der Serie, die um redaktionelle Inhalte ergänzt ist. Diese Gesamtausgabe erscheint heute ebenfalls in Neuauflage beim Verlag Dupuis, der in enger Abstimmung mit Philippe Graton alle Vaillant-Aktivitäten koordiniert und 2020 auch den Verlag Graton Éditeur übernommen hat.
Besonders in Frankreich und den Benelux-Ländern ist die Serie mit einer Gesamtauflage von über 20 Millionen Alben sehr populär.

## Publikation in Deutschland
In Deutschland erschien Michel Vaillant zunächst von 1965 bis 1972 im Magazin Mickyvision bzw. MV-Comix, wo er Michael Voss hieß und den jungen Lesern als deutscher Rennfahrer präsentiert wurde. Von 1972 bis 1981 wurde die Serie unter ihrem richtigen Namen mit großem Erfolg im Comic-Magazin ZACK und dessen Ablegern publiziert. Während der 1970er-Jahre erreichte die Serie ihre größte Popularität.
In Deutschland erscheinen die Geschichten der Saison 2 seit 2013 in Fortsetzungen im ZACK-Magazin. In der Regel wird ein Jahr später das entsprechende Album publiziert. ZACK erschien bis September 2020 im Mosaik-Verlag und wird seit der Ausgabe 10/2020 vom Blattgold-Verlag publiziert.
Albenausgaben erschienen in den Verlagen Koralle, Ehapa, Carlsen und Seven Island. Seit Juni 2006 wurden sämtliche Vaillant-Alben nach und nach im Mosaik-Verlag publiziert. Zunächst wurden alle in Deutschland noch nicht publizierten Alben veröffentlicht. Nachdem die bestehenden Lücken in der Alben-Edition geschlossen wurden, veröffentlichte Mosaik seit Herbst 2010 in chronologisch korrekter Reihenfolge und verbesserter Druckqualität sowie um redaktionelle Inhalte ergänzt jene Vaillant-Alben, die vor Jahrzehnten bei anderen Verlagen erschienen. Diese Neuausgabe wurde im Juni 2020 mit Band 64 abgeschlossen. Da die Mosaik-Alben nicht in neuen Auflagen nachgedruckt werden, können sie heute teilweise nur noch antiquarisch zu erhöhten Preisen erworben werden.
Mosaik wird auch weiterhin die aktuellen Vaillant-Alben publizieren. Das klassische Vaillant-Material erscheint seit Dezember 2021 in einer 20 Bände umfassenden, sorgfältig edierten und von deutschen und internationalen Experten redaktionell begleiteten Werkausgabe als Collector’s Edition bei Egmont Comic.
Die deutschsprachigen Auflagen der Alben sind heute sehr viel niedriger als in den 1970er-Jahren. Wie die meisten Comic-Klassiker aus dem franko-belgischen Bereich hat auch die Vaillant-Serie nur noch einen relativ beschränkten Leserkreis, viele der heutigen Leser sind mit der Serie aufgewachsen und bleiben ihr nostalgisch verbunden. Die Ansicht, dass die späteren Vaillant-Alben qualitativ nicht mehr an die früheren Geschichten heranreichen, ist weit verbreitet. Seit Philippe Graton als Texter tätig war, wurde die Qualität der Szenarien generell aber wieder besser bewertet.

## Veröffentlichung von Alben
(Stand: Mai 2025)

### Saison 1 (1957–2007)
- Alben 1–56: Text und Zeichnung von Jean Graton
- Alben 57–64: Text von Philippe Graton, Zeichnung von Jean Graton
- Alben 65–66 und Album 68–70: Text von Philippe Graton, Zeichnung von Studio Graton
- Album 67: Text und Zeichnung Philippe Graton, Jean Graton, Luc Besson, Gilles Malencon, Collectif

1. Le Grand Defi (62 S., 1959) / Duell auf der Piste (Carlsen, März 1989), Die große Herausforderung (Mosaik, Zack Edition, Oktober 2012)
2. Le Pilot sans Visage (62 S., 1960) / Wettrennen mit einem Phantom (Carlsen, Juni 1989), Der Fahrer ohne Gesicht (Mosaik, Zack Edition, Januar 2013)
3. Le Circuit de la Peur (62 S., 1961) / Den Tod vor Augen (Carlsen, September 1989), Angst auf der Strecke (Mosaik, Zack Edition, März 2013)
4. Route de Nuit (62 S., 1962) / Finale um Mitternacht (Carlsen, Dezember 1989), Nachtfahrt (Mosaik, Zack Edition, Juni 2013)
5. La 13 est au depart (62 S., 1962) / Die mysteriöse 13 (Carlsen, März 1990), Die 13 ist am Start (Mosaik, Zack Edition, August 2013)
6. Le Trahison de Steve Warson (62 S., 1964) / Steve Warsons Geheimnis (Carlsen, September 1990), Warsons Verrat (Mosaik, Zack Edition, Oktober 2013)
7. Les Casse-Cou (62 S., 1964) / Teufel der Piste (Zack Comic Box 14, Koralle, 13. Februar 1975), Teufelskerle (Carlsen, Januar 1991), Die Draufgänger (Mosaik, Zack Edition, Dezember 2013)
8. Le 8e Pilote (62 S., 1965) / Der Russe (Carlsen, März 1991), Der Achte Fahrer (Mosaik, Zack Edition, Februar 2014)
9. Le Retour de Steve Warson (62 S., 1965) / Verfolgungsjagd in Amsterdam (Carlsen, Juni 1991), Die Rückkehr von Steve Warson (Mosaik, Zack Edition, April 2014)
10. L’Honneur du Samouraï (62 S., 1966) / Die Ehre des Samurai (Carlsen, September 1991 / Mosaik, Zack Edition, Juni 2014)
11. Suspense a Indianapolis (62 S., 1966) / Entscheidung in Indianapolis (Carlsen, Dezember 1991), Spannung in Indianapolis (Mosaik, Zack Edition, August 2014)
12. Les Chevaliers de Königsfeld  (62. S., 1967) / Die Ritter von Königsfeld (Carlsen, März 1992 / Mosaik, Zack Edition, Oktober 2014)
13. Concerto pour Pilotes (62 S., 1966) / Zwischen Himmel und Erde (Carlsen, Mai 1992), Konzert der Piloten (Mosaik, Zack Edition, Dezember 2014)
14. Mach 1 pour Steve Warson (44 S., 1968) / Jagd auf Mach 1 (Zack Box 28, Koralle, 12. August 1977), Mach 1 für Steve Warson (Seven Island, November 1999 / Mosaik, Zack Edition, November 2016)
15. Le Cirque Infernal (44 S., 1969) / Der Teufelskreis (Seven Island, November 2000), Der Höllenzirkus (Mosaik, Zack Edition, Dezember 2016)
16. km. 357 (44 S., 1969) / Das Geheimnis von Kilometerstein 357 (Seven Island, Mai 2002), km. 357 (Mosaik, Zack Edition, April 2017)
17. Le Fantome des 24 heures (44 S., 1970) / Das Phantom von Le Mans (Zack Box 24, Koralle, 4. November 1976), Das Phantom der 24 Stunden von Le Mans (Mosaik, Zack Edition, September 2010)
18. De l’huille sur la Piste (44 S., 1970) / Öl auf der Piste (Zack Comic Box 1, Koralle, 7. September 1972 / Mosaik, Zack Edition, Dezember 2010)
19. 5 Filles dans la Course (44 S., 1971) / Fünf Mädchen im Rennen (Seven Island, November 1998), Fünf Frauen im Rennen! (Mosaik, Zack Edition, August 2017)
20. Rodeo sur 2 Roues (44 S., 1971) / Rodeo auf zwei Rädern (Seven Island, Juni 1996 / Mosaik, Zack Edition, November 2017)
21. Massacre pour un Moteur (44 S., 1972) / Gnadenloser Test (Zack Box 26, Koralle, 17. März 1977), Schlacht um einen Motor (Mosaik, Zack Edition, Februar 2011)
22. Rush (44 S., 1972) / 23.000 Kilometer durch die Hölle (Zack Comic Box 16, Koralle, 12. Juni 1975 / Mosaik, Zack Edition, April 2011)
23. Serie Noir (44 S., 1973) / Der Fluch der Piste (Michel Vaillant 6, Koralle, 19. Januar 1978), Schwarze Serie (Mosaik, Zack Edition, Juni 2011)
24. Cauchemar (46 S., 1973) / Alptraum ohne Ende (Seven Island, Juni 1995), Albtraum (Mosaik, Zack Edition, Dezember 2017)
25. Des Filles et des Moteurs (46 S., 1974) / Mädchen und Motoren (Seven Island, Dezember 1998), Frauen und Motoren (Mosaik, Zack Edition, März 2018)
26. Champion du Monde (46 S., 1974) / Der Weltmeister (Michel Vaillant 8, Koralle, 19. Oktober 1978 / Mosaik, Zack Edition, September 2011)
27. Dans l’Enfer du Safari (46 S., 1975) / East African Safari (Michel Vaillant 7, Koralle, 15. Juni 1978), Safari durch die Hölle (Mosaik, Zack Edition, Oktober 2011)
28. Le Secret de Steve Warson (46 S. 1975) / Rätsel um Steve Warson (Mosaik, Zack Edition, Februar 2009)
29. San Francisco Circus (44 S., 1975) / Brennpunkt San Francisco (Mosaik, Zack Edition, April 2009)
30. Le Prince Blanc (44 S., 1977) / Der weiße Prinz (Mosaik, Zack Edition, 2009)
31. Les Jeunes Loups (44 S., 1978) / Die jungen Wölfe  (Mosaik, Zack Edition, November 2009)
32. La Revolte des Rois (44 S., 1979) / Aufstand der Champions (Mosaik, Zack Edition, Januar 2010)
33. La Silhouette en Colere (48S., 1979) / Der Hitzkopf (Mosaik, Zack Edition, März 2010)
34. K.O. pour Steve Warson (44 S., 1979) / K.O. für Steve Warson (Michel Vaillant 9, Koralle, 12. Juli 1979 / Mosaik, Zack Edition, Dezember 2011)
35. Le Galerian (46 S., 1979) / Ein Leben für die Formel 1 (Michel Vaillant 10, Koralle, 14. Februar 1980), Der Galeerensklave (Mosaik, Zack Edition, Februar 2012)
36. Un pilote a disparu (46 S., 1980) / Die Rache der Leader (Michel Vaillant 11, Koralle, Oktober 1980), Ein Fahrer ist verschwunden (Mosaik, Zack Edition, April 2012)
37. L’inconnu des 1000 pistes (46 S., 1980) / Die Entscheidung (Michel Vaillant 12, Koralle, März 1981), Der Unbekannte der 1.000 Pisten (Mosaik, Zack Edition, Juni 2012)
38. Steve Warson contre Michel Vaillant (46 S., 1981) / Das große Duell (Michel Vaillant 13, Koralle, Mai 1981), Steve Warson gegen Michel Vaillant (Mosaik, Zack Edition, August 2012)
39. Rallye sur on Volcan (46 S., 1981) / Rallye auf dem Vulkan (Die großen Flieger- und Rennfahrer-Comics 1, Ehapa, 1981), Rallye auf dem Vulkan (Mosaik, Zack Edition, März 2015)
40. Rififi en F1 (46 S., 1982) / Chaos in der Formel 1 (Die großen Flieger- und Rennfahrer-Comics 3, Ehapa, 1982), Krach in der Formel 1 (Mosaik, Zack Edition, Juni 2015)
41. Paris-Dakar (45 S., 1982) / Rallye der tausend Tränen: Paris-Dakar! (Die großen Flieger- und Rennfahrer-Comics 5, Ehapa, 1983), Paris-Dakar (Mosaik, Zack Edition, September 2015)
42. 300 a l’heure dans Paris (45 S., 1983) / Superrennen: mit 300 Sachen durch Paris (Die großen Flieger- und Rennfahrer-Comics 7, Ehapa, 1983), Mit 300 Sachen durch Paris (Mosaik, Zack Edition, Oktober 2015)
43. Rendez-vous à Macao (46 S., 1983) / Rennen um Milliarden (Die großen Flieger- und Rennfahrer-Comics 11, Ehapa, 1984), Rendezvous in Macau (Mosaik, Zack Edition, Dezember 2015)
44. Steve & Julie (45 S., 1984) / Schock für Steve – der schwere Unfall von Julie Wood (Die großen Flieger- und Rennfahrer-Comics 15, Ehapa, 1985), Steve & Julie (Mosaik, Zack Edition, April 2016)
45. L’homme de Lisbonne (45 S., 1984) / Spionage – der Mann von Lissabon (Die großen Flieger- und Rennfahrer-Comics 17, Ehapa, 1985), Der Mann von Lissabon (Mosaik, Zack Edition, Juni 2016)
46. Racing Show (46 S., 1985) / Racing Show (Mosaik, Zack Edition, Februar 2007)
47. Panique a Monaco (46 S., 1986; gezeichnet 1974) / Panik in Monaco (Mosaik, Zack Edition, August 2007)
48. Irish Coffee (45 S., 1986) / Irish Coffee (Mosaik, Zack Edition, Oktober 2007)
49. Categorie poids Lourds (45 S., 1987) / Schwere Kaliber (Mosaik, Zack Edition, Dezember 2007)
50. Le Defi des Remparts (48 S., 1988) / Die Herausforderung der 4 Asse (Mosaik, Zack Edition, Februar 2008)
51. Le Caïd de Francorchamps (33 S., 1989) / Spa-Francorchamps (Seven Island, März 1998), Der Boss von Francorchamps (Mosaik, Zack Edition, Juni 2018)
52. F 3000 (45 S., 1989) / F 3000 (Mosaik, Zack Edition, Juni 2006)
53. La Nuit de Carnac (46 S., 1990) / Die Nacht von Carnac (Mosaik, Zack Edition, August 2006)
54. L’Affaire Bugatti (46 S., 1991) / Die Affäre Bugatti (Seven Island, Juni 1998), Die Bugatti-Affäre (Mosaik, Zack Edition, August 2018)
55. Une histoire de Fous (44 S., 1992) / Einfach verrückt (Seven Island, Dezember 1999), Eine verrückte Geschichte (Mosaik, Zack Edition, Oktober 2018)
56. Le Maître du Monde (44 S., 1993) / Der Herr der Leader (Seven Island, Juni 2000), Der Herr der Welt (Mosaik, Zack Edition, Dezember 2018)
57. La Piste de Jade (45 S., 1994) / Eine Spur von Jade (Seven Island, Juni 2004 / Mosaik, Zack Edition, April 2019)
58. Paddock (44 S., 1995) / Paddock (Seven Island, Mai 1997), Fahrerlager (Mosaik, Zack Edition, Mai 2019)
59. La Prisonnière (45 S., 1996) / Die Gefangene (Mosaik, Zack Edition, April 2007)
60. Victoires oubliees (46 S., 1997) / Vergessene Siege (Seven Island, September 1997 / Mosaik, Zack Edition, August 2019) (ein Album mit Kurzgeschichten aus den 70er Jahren)
61. La Fievre de Bercy (45 S., 1998) / Das Fieber von Bercy (Seven Island, Oktober 1998 / Mosaik, Zack Edition, Oktober 2019)
62. Le $pon$or 44 (44 S., 1999) / Der Sponsor (Seven Island, Oktober 2001 / Mosaik, Zack Edition, November 2019)
63. Cairo! (45 S. / 2000) / Cairo! (Seven Island, Oktober 2002), Kairo (Mosaik, Zack Edition, Mai 2020)
64. Operation Mirage (45 S. / 2001) / Operation Mirage (Seven Island, Dezember 2002 / Mosaik, Zack Edition, Juni 2020)
65. L’Epreuve (45 S., 2003) / Der Wettbewerb (Mosaik, Zack Edition, Oktober 2006)
66. 100.000.000 $ pour Steve Warson  (47 S., 2004) / 100.000.000 Dollar für Steve Warson (Mosaik, Zack Edition, Dezember 2006)
67. Pour David (47 S., 2004) / Für David (Mosaik, Zack Edition, Juni 2008)
68. China Moon (46 S., 2005) / China Moon (Mosaik, Zack Edition, September 2008)
69. Hors-piste en enfer (46 S., 2006) / Geradewegs in die Hölle  (Mosaik, Zack Edition, November 2008)
70. 24 heures sous influence (44 S., 2006) / 24 Stunden unter Druck (Mosaik, Zack Edition, Juni 2007)

### Saison 2 (ab 2012)
Die Saison 2 ist ein Reboot, der die Charaktere in der Jetztzeit verankert und sie im Vergleich zur Hauptserie älter erscheinen lässt.
- Text: Philippe Graton, Denis Lapière
- Zeichnung: Marc Bourgne und Benjamin Benéteau (Bände 1–6), Benjamin Benéteau (ab Band 7)
- Umfang: jeweils 56 Seiten

Seit 2013 erfolgt in Deutschland die Erstveröffentlichung im Comicmagazin Zack. Anschließend wurden bisher die Bände 1 bis 10 im Mosaik Steinchen für Steinchen Verlag (Zack Edition) und ab Band 11 im Blattgold-Verlag veröffentlicht.
| Nr. | Originaltitel             | deutscher Titel               | Magazinabdruck in Zack                           | ISBN (der dt. Ausgabe) |
| --- | ------------------------- | ----------------------------- | ------------------------------------------------ | ---------------------- |
| 1   | Au nom du fils (2012)     | Im Namen des Sohnes (2013)    | #164 – #167 (Feb. bis Mai 2013)                  | ISBN 978-3-86462-070-6 |
| 2   | Voltage (2013)            | Spannung (2014)               | #178 – #180 und #182 – #183 (März bis Sep. 2014) | ISBN 978-3-86462-071-3 |
| 3   | Liaison dangereuse (2014) | Gefährliche Liebschaft (2015) | #193 – #197 (Juli bis Nov. 2015)                 | ISBN 978-3-86462-072-0 |
| 4   | Collapsus (2015)          | Kollaps (2016)                | #204 – #207 (Juni bis Sep. 2016)                 | ISBN 978-3-86462-073-7 |
| 5   | Renaissance (2016)        | Wiedergeburt (2017)           | #216 – #219 (Juni bis Sep. 2017)                 | ISBN 978-3-86462-074-4 |
| 6   | Rébellion (2017)          | Rebellion (2018)              | #224 – #228 (Feb. bis Juni 2018)                 | ISBN 978-3-86462-075-1 |
| 7   | Macao (2018)              | Macau (2019)                  | #240 – #244 (Juni bis Okt. 2019)                 | ISBN 978-3-86462-076-8 |
| 8   | 13 jours (2019)           | 13 Tage (2020)                | #254 – #258 (Aug. bis Dez. 2020)                 | ISBN 978-3-86462-077-5 |
| 9   | Duels (2021)              | Zweikämpfe (2021)             | #266 – #270 (Aug. bis Dez. 2021)                 | ISBN 978-3-86462-078-2 |
| 10  | Pikes Peak (2021)         | Pikes Peak (2022)             | #281 – #284 (Nov. 2022 bis Feb. 2023)            | ISBN 978-3-949987-32-8 |
| 11  | Cannonball (2022)         | Cannonball (2023)             | #293 – #297 (Nov. 2023 bis März 2024)            | ISBN 978-3-949987-33-5 |
| 12  | La Cible (2023)           | Das Ziel (2024)               | #304 – #308 (Okt. 2024 bis Jan. 2025)            | ISBN 978-3949987-34-2  |
| 13  | Rédemption (2024)         | –                             | –                                                | –                      |
| 14  | Remparts (Sep. 2025)      | –                             | –                                                | –                      |

### Palmarès Inédit
In dieser Reihe, in der älteres Comic-Material von Jean Graton publiziert wird, sind bislang zwei Bände mit Vaillant-Kurzgeschichten aus den 1960er und 1970er Jahren erschienen. Diese Reihe wird allerdings nicht mehr weitergeführt. Sie beinhaltet zusätzlich die Serien La Famille Labourdet und Les Histoires de l'Oncle Paul. Nur ein Band wurde bislang auf Deutsch veröffentlicht.
Alben der Palmarès Inédit:
1. Michel Vaillant: Retour à Königsfeld (2000) / Spezial – Kurzgeschichten: Rückkehr nach Königsfeld (Seven Island, Mai 2004)
2. Les Labourdet tome 1: Ni toi... Ni lui! (2001)
3. Ça, c'est du sport (2002)
4. Les Labourdet tome 2: La Rivale (2002)
5. Michel Vaillant: Dossier V2001 (2004)
6. L'Inconnu du Tour de France (2003)
7. Les Labourdet tome 3:  La vérité vient du désert (2003)
8. Les Labourdet tome 4: La Croisière du serpent (2004)
9. L'Oncle Paul No. 1: 12 Histoires vraies d'exploits et de découvertes (2004)
10. Les Labourdet tome 5: Le Faux Pas (2005)
11. L'Oncle Paul No. 2: 13 Histoires vraies héroïques et fantastiques (2005)
12. L'Oncle Paul No. 3: 12 Histoires vraies d'exploits en temps de Guerre (2006)
13. Les Labourdet tome 6: Jeux dangereux (2006)
14. Les Labourdet tome 7: Le Voisin de palier (2007)
15. Les Labourdet tome 8: Le Voyage de Pépé (2007)
16. Les Labourdet tome 9: Suspense à Noirmoutier (2008)

## Fernsehen und Kino
- Im Jahr 1967 wurde eine 13-teilige Fernsehserie mit realen Schauspielern im Umfeld von Rennveranstaltungen gedreht.
- Zwischen 1986 und 1989 wurde eine US-amerikanische Zeichentrickserie mit den Abenteuern des Michel Vaillant hergestellt.
- 2003 produzierte Luc Besson einen Kinofilm mit u. a. Diane Kruger, dem aber kein großer Erfolg beschieden war.